# Białe autobusy

Konwój autobusów Duńskiego Czerwonego Krzyża prawdopodobnie w okolicy Friedrichsruh w Niemczech

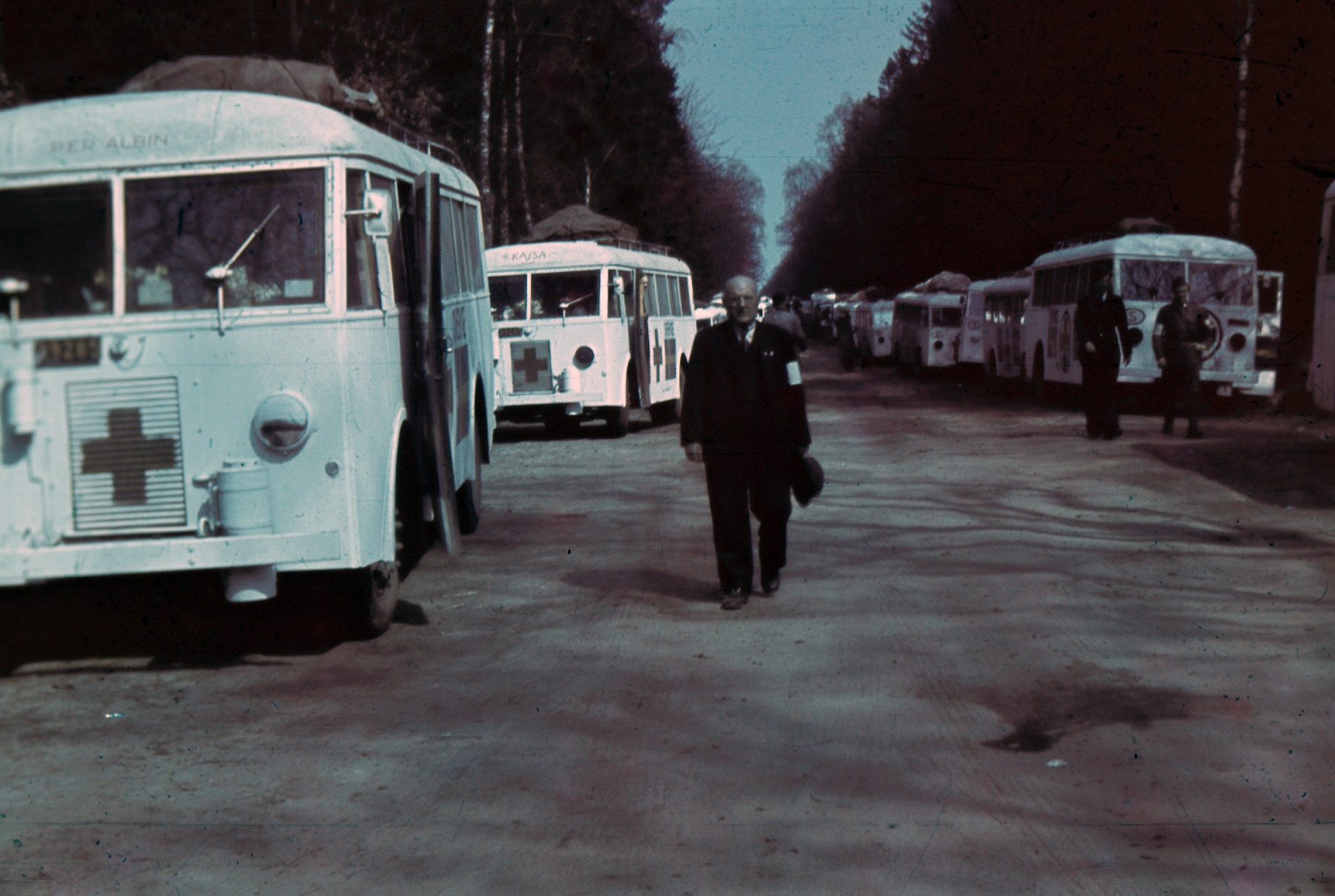
Konwój autobusów Szwedzkiego Czerwonego Krzyża we Friedrichsruh w czasie akcji

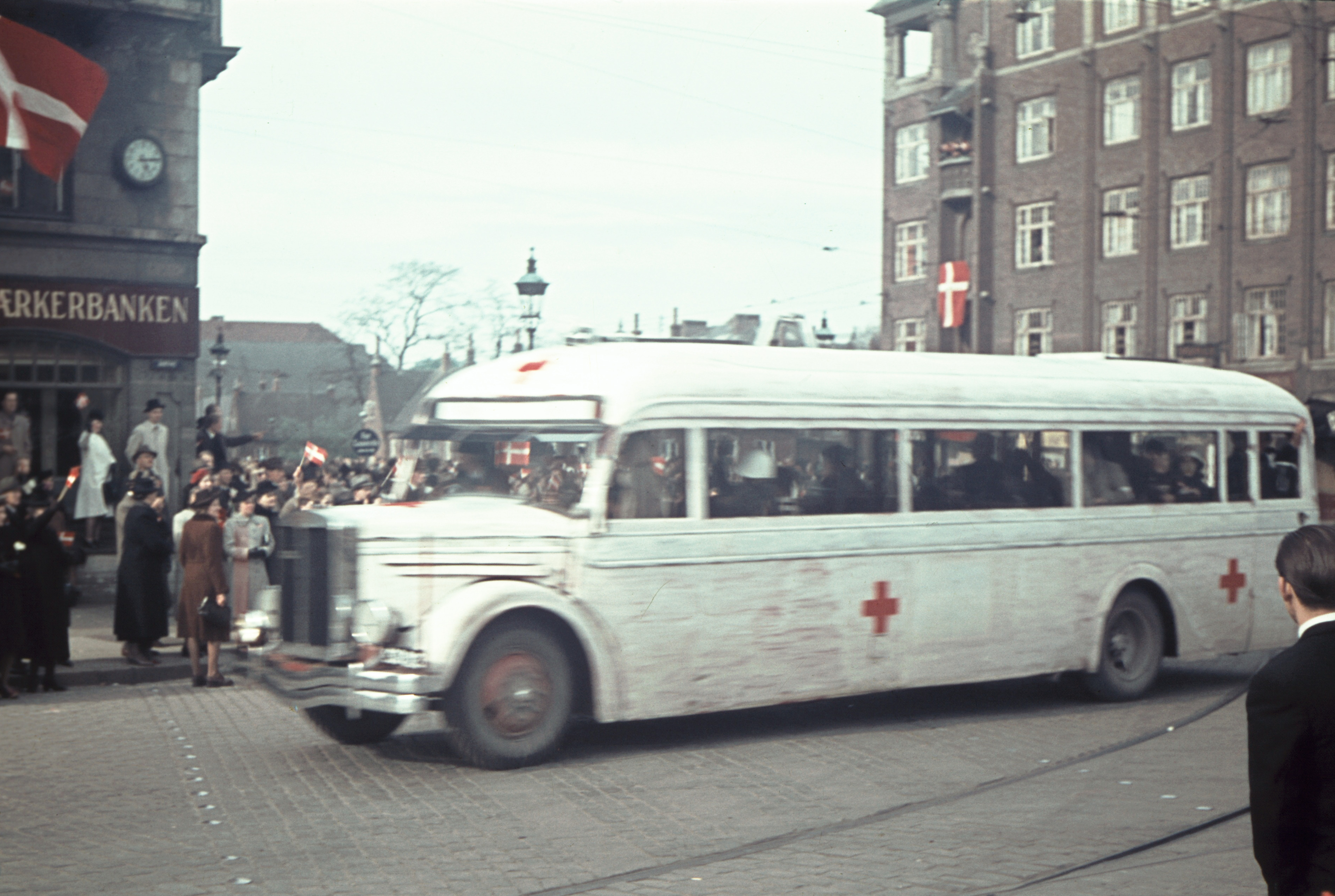
Konwój autobusów Duńskiego Czerwonego Krzyża po powrocie do Danii

Białe autobusy, po szwedzku Vita bussarna – akcja humanitarna Szwedzkiego Czerwonego Krzyża przeprowadzona wiosną 1945 na zlecenie rządu Szwecji. Celem akcji początkowo było uwolnienie skandynawskich więźniów z niemieckich obozów koncentracyjnych przed zakończeniem II wojny światowej w obawie przed planowaną przez Niemców masową egzekucją i likwidacją obozów przed nadejściem frontu. W wyniku rozwoju sytuacji na wojnie i pojawiających się możliwości negocjacyjnych, po pewnym czasie akcją udało się objąć również więźniów innych narodowości. Kierownikiem akcji i głównym negocjatorem został hrabia Folke Bernadotte – wiceprzewodniczący Szwedzkiego Czerwonego Krzyża. Do przeprowadzenia akcji wykorzystano szwedzki sprzęt wojskowy, a personel składał się z żołnierzy ochotników, którzy na czas akcji zostali zdemilitaryzowani. W kolejnej fazie w akcji wzięły udział również oddziały z Danii.
Ze względu na braki i nieścisłości w dokumentach, dokładna liczba uratowanych nie jest znana. Szwedzki Czerwony Krzyż szacuje tę liczbę na ponad 15 tys. osób. Nie obejmuje ona jednak wielu tysięcy więźniów, których uratowanie nie było bezpośrednim wynikiem negocjacji hrabiego Bernadotte.
Nazwa akcji pochodzi od koloru autobusów, które posłużyły do transportu więźniów. Aby nie zostały pomylone z celami militarnymi, pomalowano je całe na biało i oznaczono znakiem czerwonego krzyża.

## Geneza
W styczniu 1933 lider NSDAP Adolf Hitler został wybrany kanclerzem Rzeszy. Naród niemiecki zmęczony wielkim kryzysem przyjął z entuzjazmem nowe przywództwo dające nadzieje na budowę nowych, silnych Niemiec. Wkrótce jednak jasna stała się postawa nowego reżimu wobec dysydentów. W Europie rozpoczęły się oskarżenia nazistów o ograniczenia wolności i praw obywatelskich i umieszczanie ludzi w obozach koncentracyjnych z przyczyn politycznych, co stało się powodem reakcji i protestów ze strony rządu Szwecji. Również Szwedzki Czerwony Krzyż podjął działania i zabiegi dyplomatyczne przez ówczesnego przewodniczącego – księcia Karola, który w kwietniu 1933 napisał do prezydenta Rzeszy Paula von Hindenburga list protestacyjny dotyczący ograniczeń prawa i wolności Żydów. Na przełomie 1933–1934 książę Karol napisał również wiele listów do przewodniczącego Niemieckiego Czerwonego Krzyża z prośbą o sprawdzenie zarzutów dotyczących okrucieństwa stosowanego w obozach koncentracyjnych wobec osób uwięzionych za przekonania polityczne. Szwedzki Czerwony Krzyż zaoferował się jako strona niezależna do przeprowadzenia kontroli w obozach, żeby pomoc Niemcom w oczyszczeniu się z tych zarzutów. W odpowiedzi przesłanej 31 stycznia 1934 Niemiecki Czerwony Krzyż poinformował, że sprawa obozów koncentracyjnych jest wewnętrzną sprawą Niemiec, za którą tylko ta organizacja jest odpowiedzialna, a prośbę szwedzkiego odpowiednika odbiera się jako przejaw braku zaufania dla działalności Niemieckiego Czerwonego Krzyża. Również rząd Niemiec wyraził swój sprzeciw wobec międzynarodowej kontroli obozów.
Pod koniec lat 30. w Europie rosły obawy polityczne. W 1938 Niemcy rozpoczęły politykę ekspansji, anektując tereny Austrii i Kraju Sudetów. Prawdopodobieństwo wybuchu wojny było coraz większe i w związku z tym szwedzki rząd ostrzegł redakcje dzienników w kraju przed publikacją reportaży, których treść mogłaby stanowić zagrożenie szwedzkiej neutralności i bezpieczeństwa kraju. Jednocześnie rząd zastrzegł sobie prawo do wycofania dzienników zawierających treści antyniemieckie. Do kontroli informacji otrzymywanych przez szwedzką prasę powołano w 1940 specjalny urząd (Informationstyrelsen). Ta forma „nieoficjalnej cenzury” okazała się bardzo efektywna i większość dziennikarzy respektowała zalecenia rządu. Powściągliwość szwedzkiej prasy odegrała bardzo ważną rolę w przygotowaniach do akcji Szwedzkiego Czerwonego Krzyża pod koniec wojny.

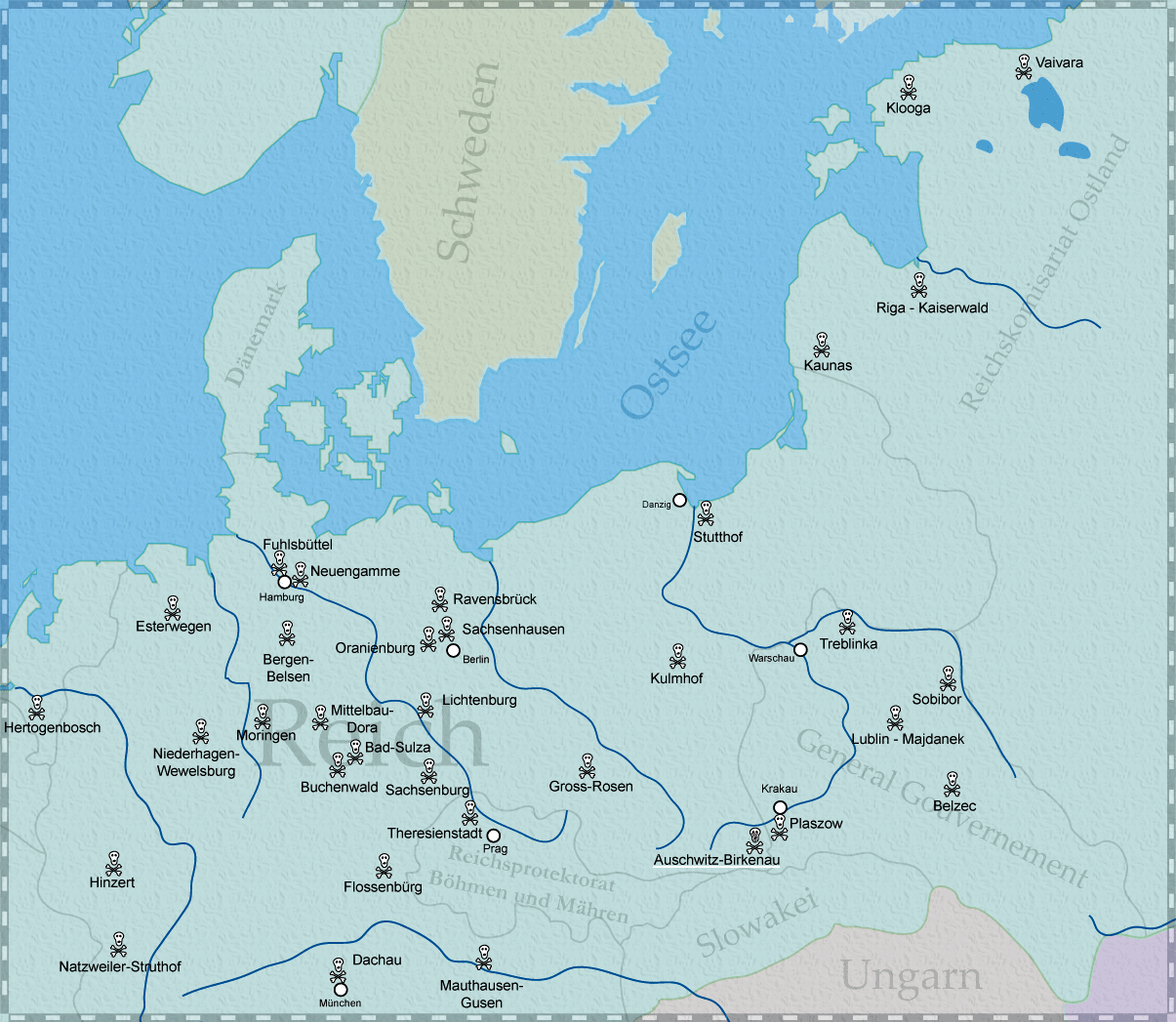
Rozmieszczenie niemieckich obozów koncentracyjnych

Latem 1942 po klęsce wojsk niemieckich pod Stalingradem i El Alamein porażka Niemców była niemal oczywista, szczególnie że siły alianckie stawały się coraz mocniejsze. W tej sytuacji na przełomie 1942 i 1943 rząd Szwecji rozpoczął planowanie strategii powojennej. Polityka zagraniczna państwa została skierowana na utworzenie przeciwwagi dla tradycyjnie przyjaznych stosunków szwedzko-niemieckich i zamianę ich na ściślejsze kontakty z mocarstwami zachodnimi i ZSRR.
Tymczasem Niemcy nasilili prześladowania Żydów i rozpoczęli wprowadzenie „ostatecznego rozwiązania kwestii żydowskiej”. Żydzi i inne osoby stanowiące tzw. zagrożenie dla rasy aryjskiej byli przewożeni do obozów zagłady. W Norwegii nasilono deportacje Żydów i dysydentów do różnych obozów na terenach Niemiec i okupowanej Polski. Ministerstwo Spraw Zagranicznych Szwecji ostrzegło Niemcy o możliwości załamania się stosunków dyplomatycznych pomiędzy państwami, jeżeli ta działalność będzie kontynuowana. Na Niemcach to ostrzeżenie nie zrobiło wrażenia i wkrótce połowę norweskich Żydów przewieźli do obozów na terenie okupowanej Polski. Po tym Szwecja zaproponowała internowanie na swoim terytorium ok. 700 Żydów. Niemcy odrzuciły również tę propozycję. Wobec tego Szwecja zezwoliła Norwegom na swobodne przekraczanie granicy, gdzie następnie otrzymali schronienie. W sierpniu 1943 Niemcy wprowadzili w Danii stan wyjątkowy i ogłosili wprowadzenie „ostatecznego rozwiązania kwestii żydowskiej” również na terenie tego kraju. Szwecja wówczas otworzyła swoje granice dla duńskich Żydów. Około 7300 duńskim Żydom i wielu działaczom ruchu oporu udało się uciec do Szwecji.
Zmiany zachodzące w szwedzkiej polityce zagranicznej były coraz bardziej widoczne. Stosunki z sąsiednimi krajami skandynawskimi znacząca się poprawiły i Szwecja stała się miejscem schronienia dla członków duńskiego ruchu oporu. Oznaką chęci pomocy dla Norwegii było akredytowanie 15 grudnia 1943 norweskiego dyplomaty Nielsa Christiana Ditleffa w Sztokholmie, który później stał się jedną z głównych postaci stających za akcją ratunkową Szwedzkiego Czerwonego Krzyża w 1945.

## Planowanie akcji humanitarnej
W 1944, kiedy wojna zbliżała się ku końcowi, w okupowanej Danii i Norwegii nasilały się obawy o dalszy los więźniów w niemieckich obozach koncentracyjnych. Chaotyczne zakończenie wojny stanowiłoby dla nich potencjalne niebezpieczeństwo, ponieważ Niemcy mieli przygotowane plany wysadzenia obozów, jak również plany masowych egzekucji więźniów przed nadejściem frontu. Dyskusje na temat zorganizowania ekspedycji ratunkowej były już wcześniej podejmowane zarówno w Szwecji, jak i w Danii, ale żadnych konkretnych planów ewakuacji nie ustalono. Duńskie Ministerstwo Spraw Zagranicznych osiągnęło porozumienie z Niemcami, w wyniku którego otrzymało zgodę na niewielkie transporty duńskich więźniów do kraju oraz na dostarczanie do obozów paczek żywnościowych.
7 września 1944 ambasador Szwecji w Berlinie Arvid Richert odwołał się do niemieckiego rządu z prośbą, aby norwescy więźniowie (w pierwszej kolejności studenci) zostali uwolnieni lub przewiezieni do Szwecji. Niemcy nie odpowiedzieli na tę petycję, ale dwadzieścia dni później zakończyli deportację Norwegów. 2 listopada Hitler zdecydował, że chorzy norwescy więźniowie zostaną odesłani do domów, co oznaczało, że ok. 130 Norwegów mogło powrócić do kraju. Warunkiem niemieckiej zgody była cisza medialna – Niemcy dali do zrozumienia, że jeżeli sprawie nie zostanie nadany żaden rozgłos, w przyszłości będzie istniała możliwość odesłania do kraju wszystkich norweskich studentów.
Niemieckie działania dały nadzieję na uwolnienie wszystkich Skandynawów z niemieckich obozów przed zakończeniem wojny. Na tej podstawie 30 listopada 1944 Niels Christian Ditleff zwrócił się do Ministerstwa Spraw Zagranicznych Szwecji o możliwość wysłania szwedzkiej akcji humanitarnej do Niemiec. Ta propozycja spotkała się z pełnym poparciem szwedzkiego ministra spraw zagranicznych Christiana Günthera. Zaczęto planować ekspedycję humanitarną, która miała zostać przeprowadzona przez organizację Szwedzkiego Czerwonego Krzyża pod kierownictwem hrabiego Folke Bernadotte. Głównym celem akcji było uwolnienie z niemieckich obozów koncentracyjnych wszystkich więźniów skandynawskich bez względu na ich przynależność religijną oraz przewiezienie ich do Szwecji przed zakończeniem wojny.

## Pierwsze negocjacje

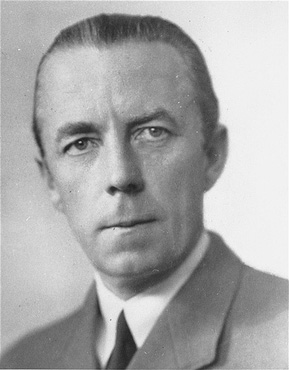
Wiceprzewodniczący Szwedzkiego Czerwonego Krzyża Folke Bernadotte

10 lutego 1945 ambasador Richert otrzymał zadanie przekazania Niemcom propozycji przyjęcia przez Szwecję wszystkich Żydów uwięzionych w niemieckich obozach koncentracyjnych, w pierwszym rzędzie przebywających w Theresienstadt i Bergen-Belsen. Nadzieje na pozytywną odpowiedź nie były jednak duże. Tego samego dnia szwedzkie MSZ zadecydowało o wysłaniu Folke Bernadotte do Berlina w celu rozpoczęcia negocjacji dotyczących uwolnienia skandynawskich więźniów z niemieckich obozów koncentracyjnych. Osobisty masażysta Himmlera Felix Kersten, od pewnego czasu mieszkający w Szwecji, został poproszony przez ministra Günthera o przeprowadzenie rozmowy telefonicznej z Himmlerem w celu przygotowania wizyty hrabiego Bernadotte w Berlinie. Christian Günther dał Bernadotte wolną rękę w negocjacjach, które miały dotyczyć wszystkich obywateli Norwegii i Danii, a więc również skandynawskich Żydów.
16 lutego 1945 Folke Bernadotte odleciał do Berlina, gdzie spotkał się z ministrem spraw zagranicznych III Rzeszy Joachimem von Ribbentropem, szefem Głównego Urzędu Bezpieczeństwa Rzeszy Ernstem Kaltenbrunnerem i adiutantem Himmlera Walterem Schellenbergiem. 19 lutego rozpoczął negocjacje z Himmlerem, który odmówił udzielenia zgody na wywóz skandynawskich więźniów z Niemiec. Zatwierdził natomiast ekspedycję Szwedzkiego Czerwonego Krzyża, mającą na celu zebranie wszystkich więźniów skandynawskich w jednym miejscu. Do jej dyspozycji wydzielono część obozu Neuengamme w pobliżu granicy duńskiej. Szwedzki Czerwony Krzyż odpowiadać miał nie tylko za transporty, ale również pomagać w utrzymywaniu więźniów w obozie Neuengamme. W czasie negocjacji nie ustalono żadnych szczegółów akcji, dlatego gdy w marcu rozpoczęto misję, trzeba było na bieżąco dostosowywać działania do rozwoju sytuacji na froncie.
Folke Bernadotte ponownie wyjechał do Niemiec 6 marca i spotkał się z Kaltenbrunnerem i Schellenbergiem. Udało mu się wynegocjować kolejne ustępstwa. Tym razem zgodzono się na zgromadzenie w Neuengamme wszystkich skandynawskich Żydów. Bernadotte zaproponował również, aby w drugiej fazie operacji przetransportować więźniów zebranych w Neuengamme do Szwecji. Akcja humanitarna została przygotowana.

## Zgrupowanie oddziału w Hässleholmie i wyjazd do Niemiec
Organizacja Szwedzkiego Czerwonego Krzyża, która miała za zadanie zorganizowanie i przeprowadzenie ekspedycji ratunkowej, nie posiadała ani wystarczającej liczby sprzętu, ani personelu potrzebnego do przeprowadzenia akcji na taką skalę. Do działania na terenie kraju, w którym toczyły się działania wojenne, potrzebny był personel o specjalnych umiejętnościach. Z pomocą przyszły Szwedzkie Siły Zbrojne, które przekazały do dyspozycji Szwedzkiego Czerwonego Krzyża zarówno sprzęt, jak i personel. Szef armii generał dywizji Archibald Douglas otrzymał od rządu polecenie zorganizowania oddziału do wykonania tego zadania. Personel składał się z żołnierzy i oficerów, którzy zgłosili się na ochotnika do udziału w misji. Jako że oddział wojskowy państwa neutralnego nie mógł prowadzić żadnych działań na terenach objętych działaniami wojennymi, wszyscy otrzymali urlopy w celu demilitaryzacji na okres trwania akcji i oficjalnie byli wolontariuszami Szwedzkiego Czerwonego Krzyża. Cały oddział zebrał się 8 marca w Hässleholmie w prowincji Skania. Składał się z trzech plutonów medycznych złożonych z 12 autobusów zaadaptowanych na ambulanse, plutonu transportowego, w skład którego wchodziło 12 ciężarówek oraz plutonu obsługi z kuchnią polową, warsztatem, lawetą i sprzętem medycznym. W sumie w skład oddziału weszło 75 pojazdów (w tym 36 autobusów) i 250 osób, gdyż tylko na taką liczbę personelu Niemcy wyrazili zgodę. Oddział mógł przetransportować jednorazowo ok. tysiąca osób, a przy wykorzystaniu samochodów ciężarowych na krótszych dystansach ok. 1,2 tys. osób.
12 i 13 marca 1945 cały oddział przyjechał do głównej bazy operacji we Friedrichsruh w okolicy Hamburga. Obóz Neuengamme, do którego miano przetransportować Skandynawów leżał w pobliżu. Rozpoczęto planowanie wykonania akcji. Pluton dowodzony przez majora Svena Frykmana otrzymał zadanie przywiezienia więźniów skandynawskich z Sachsenhausen na północ od Berlina. Reszta oddziału przygotowywała się przez kilka dni do długiej podróży do południowych Niemiec i Austrii.

## Pierwsze transporty

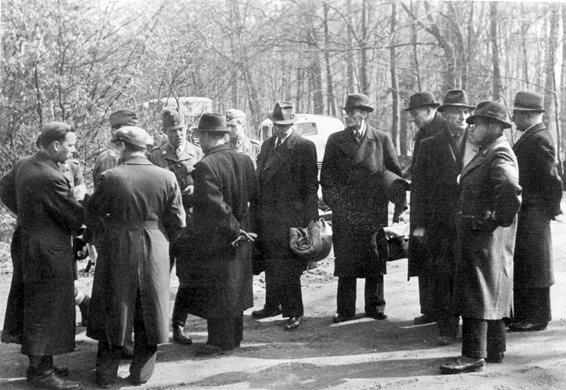
Gestapowcy przydzieleni do nadzoru transportów

15 marca wyruszył pierwszy transport do Sachsenhausen. Niemcy przydzielili oddziałowi gestapowców, którzy pilnowali respektowania narzuconych przez nich ustaleń i warunków. W ciągu kolejnych 10 dni wykonano 7 kursów do Sachsenhausen. Z Fredrichsruh wyruszano o 17.00, a przyjazd do obozu następował ok. 1.00 w nocy. Takie ramy czasowe zostały wybrane w celu uniknięcia nalotów alianckich na Berlin. Między 16 a 30 marca przewieziono 2161 więźniów z obozu w Sachsenhausen.
19 marca dwa konwoje złożone z 24 autobusów i 134 osób wyruszyły do południowych Niemiec. Celem były obozy w Dachau, Mauthausen i Natzweiler-Struthof. Konwoje rozdzieliły się następnie na trzy części. Największa pojechała do Dachau, natomiast dwie mniejsze do Mauthausen i Schönberga. Pięć dni później autobusy przyjechały do Neuengamme z 313 Duńczykami i 143 Norwegami z Dachau, 2 Duńczykami i 68 Norwegami z Mauthausen i 33 Norwegami z Natzweiler.

## Nowe negocjacje i rozszerzenie akcji
Transport skandynawskich więźniów do Neuengamme był traktowany przez rząd w Sztokholmie jako cel pośredni. Dalsze działania skupiły się na tym, aby przewieźć Norwegów i Duńczyków do Szwecji, na co Himmler wówczas jeszcze nie chciał się zgodzić. 26 marca Folke Bernadette spotkał się w Sztokholmie z sekretarzem stanu Erikiem Bohemanem i wiceministrem spraw zagranicznych Erikiem von Postem. Wszyscy byli zgodni co do tego, żeby znacznie rozszerzyć akcję. Najważniejszym celem stało się namówienie Himmlera na wyrażenie zgody na przewiezienie więźniów z Neuengamme do Szwecji. Poza tym należało spróbować rozszerzyć akcję na inne narodowości poza Norwegami i Duńczykami.
2 kwietnia Bernadotte ponownie wyjechał do Berlina, żeby rozpocząć nowe negocjacje. Możliwość rozszerzenia akcji ratunkowej pojawiła się wraz z chęcią Himmlera do zawarcia pokoju z mocarstwami zachodnimi. Podczas dyskusji 2 kwietnia był bardziej skłonny do rozmów na temat układu pokojowego i chciał, żeby Folke Bernadotte pośredniczył w rozmowach na ten temat. Odrzucił prośbę Bernadotte o możliwość wywiezienia wszystkich więźniów z Neuengamme do Szwecji. Jednocześnie zgodził się na to, żeby wszystkie norweskie i duńskie kobiety, wszystkich chorych i część norweskich studentów z obozu Neuengamme można było wywieźć do Szwecji. Następnie wyraził zgodę na to, żeby wszyscy duńscy policjanci zostali przewiezieni do Danii, gdzie po krótkim internowaniu zostaliby zwolnieni. Niektórzy Francuzi i Norwegowie również otrzymali pozwolenie na wyjazd. Odmówił jednak zgody na przewiezienie więźniarek francuskich z Ravensbrück do Neuengamme, ale kilka dni później zezwolił na dostarczenie do obozu 15 tys. paczek.
Pozytywny rezultat negocjacji hrabiego Bernadotte prowadzonych 2 kwietnia od razu wprowadzono w życie i natychmiast rozpoczęto ewakuację do Szwecji skandynawskich kobiet i osób chorych.

## Pomoc z Danii
Na początku kwietnia część szwedzkiego oddziału musiała wrócić do kraju. Aby przeprowadzić rozszerzoną akcję zgodnie z planem, potrzeba było więcej sprzętu i personelu. W pierwszej fazie akcji zarówno Norwegia, jak i Dania ofiarowały swoją pomoc. Norwegia zaproponowała ponad 10 autobusów, a Dania ponad 60, ale organizatorzy nie mogli wówczas przyjąć tej pomocy, gdyż zgodnie z warunkami umowy z Himmlerem cała akcja miała być przeprowadzona wyłącznie przez Szwedów i pod patronatem Szwedzkiego Czerwonego Krzyża. Tym razem Folke Bernadotte z wdzięcznością przyjął ofertę wsparcia oddziału od Duńczyków. Duńskie pojazdy wraz z personelem miały być częścią szwedzkiego oddziału. Podział obowiązków był następujący. Szwedzkie pododdziały miały głównie przywozić więźniów z innych obozów do Neuengamme, natomiast za intendenturę, kwarantannę i transport do Szwecji i Danii odpowiedzialni byli Duńczycy. Między 1 a 3 kwietnia przybyły pierwsze duńskie posiłki: dwie kolumny z 33 autobusami, 15 karetkami, 6 samochodami ciężarowymi i 7 osobowymi. Ich pierwszym zadaniem był transport duńskich policjantów z Neuengamme do Danii. Między 3 a 10 kwietnia do obozu internowania Frøslev w południowej Danii przewieziono 1717 osób.

## Kolejne transporty
9 kwietnia rozpoczęto ewakuację pierwszego kontyngentu chorych więźniów z Neuengamme. W sumie przewieziono 818 chorych do Danii. Rankiem tego samego dnia wyjechało 12 autobusów mających zabrać ok. 200 więźniów penitencjarnych z ok. 20 różnych zakładów w rejonie Lipsk-Halle i Torgau. 11 kwietnia powrócili z 27 Duńczykami, 153 Norwegami i 11 Szwedami. 13 i 14 kwietnia powróciło do Neuengamme kilka grup pojazdów, przywożąc 326 Norwegów i 201 Duńczyków. Dwa pozostałe główne problemy dotyczące więźniów skandynawskich, czyli możliwość zabrania z Theresienstadt skandynawskich Żydów i wywiezienie wszystkich skandynawskich więźniów do Szwecji w połowie kwietnia zbliżały się do rozwiązania.
12 kwietnia z Fredrichsrurch wyjechało 35 autobusów, żeby zabrać skandynawskich Żydów z Theresienstadt na północ od Pragi. Szef służby bezpieczeństwa Rzeszy Kaltenbrunner był wielkim przeciwnikiem transportu i nie zgadzał się na wywóz skandynawskich Żydów. Ostatecznie jednak udało się uzyskać zgodę na ich transport. Kolumna z 423 pasażerami dotarła do Lubeki 16 kwietnia, skąd przewieziono ich do Malmö, gdzie dotarli 2 dni później. Cala operacja dotyczyła głównie duńskich Żydów, jako że norwescy byli likwidowani zaraz po deportacji lub zmarli z innych przyczyn i ostatecznie niewielu z nich przeżyło.

## Ewakuacja Skandynawów z Neuengamme
19 kwietnia Bernadotte przybył do Neuengamme, gdzie w międzyczasie nadeszła wiadomość o wstrzymaniu wszystkich transportów. Oficer łącznikowy już nie wierzył, że dalsze transporty będą mogły być kontynuowane. Jednakże jeszcze tego samego dnia nadszedł rozkaz z kwatery głównej Himmlera o wywozie wszystkich więźniów skandynawskich do Danii. Na dalszy transport do Szwecji jednak nie wyrażono zgody. Jedynie dzięki temu, że działania wojenne rozprzestrzeniły się na Danię, udało się wkrótce przewieźć więźniów dalej do Szwecji. Czerwony Krzyż miał tylko jeden dzień na wywiezienie ok. 4200 więźniów, z tego powodu skontaktowano się z Jylandkorps. W Padborgu zebrano 94 autobusy, 8 do 10 ambulansów, 10 samochodów ciężarowych, 5-osobowych i 5 motocykli. Pojazdy uformowano w 6 kolumn, pomalowano na biało i oznaczono znakiem czerwonego krzyża i duńską flagą. Wspólnymi siłami udało się Szwedom i Duńczykom ewakuować Skandynawów z Neuengamme w wyznaczonym czasie. Ostatnie autobusy opuściły Neuengamme około pół godziny przed upływem wyznaczonego przez Niemców terminu.

## Ostatnie negocjacje
21 kwietnia Folke Bernadotte ponownie spotkał się z Himmlerem, próbując wynegocjować kolejne ustępstwa. Tego dnia udało mu się uzyskać zgodę na uwolnienie wszystkich kobiet z Ravensbrück.
Dwa dni później, w nocy z 23 na 24 kwietnia, w Lubece doszło do ostatniego spotkania Bernadotte z Himmlerem. W tym czasie sytuacja Niemiec na froncie była już krytyczna. Alianci przedzierali się od zachodu, a Armia Czerwona nacierała ze wschodu. Zdesperowany Himmler zezwolił na wywóz wszystkich więźniów – bez ograniczeń. W zamian oczekiwał przekazania generałowi Eisenhowerowi za pośrednictwem szwedzkiego Ministerstwa Spraw Zagranicznych propozycji spotkania w celu omówienia kapitulacji Niemiec na całym froncie zachodnim.

## Transporty z Ravensbrück
Natychmiast po otrzymaniu informacji o wyniku negocjacji z 21 kwietnia, oddział stacjonujący we Fredrichsruh rozpoczął przygotowania do ewakuacji obozu Ravensbrück.
22 kwietnia wyruszył konwój 15 duńskich ambulansów pod dowództwem dr. Arnoldssona. W pierwszej kolejności mieli zabrać ciężko chore kobiety. Informacje o liczbie wywiezionych różnią się od siebie, wiadomo, że przetransportowano pomiędzy 100 a 200 kobiet. Druga grupa składająca się z 25 pojazdów dowodzona przez kapitana Haralda Folke i porucznika Åke Svensona wyjechała dzień później. Po przybyciu do Ravensbrück zabrała 786 kobiet, w tym 650 Francuzek. Pozostałymi były Belgijki, Holenderki i Polki.

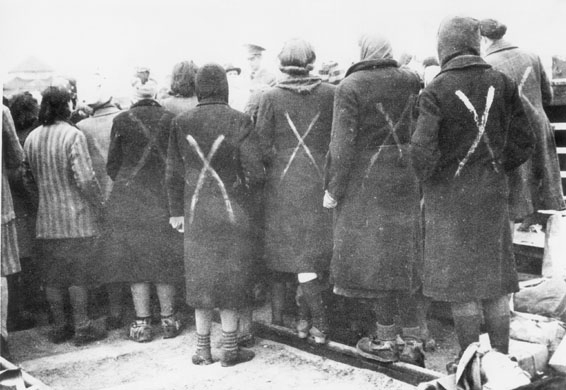
Folke Bernadotte przemawia do więźniarek w KL Ravensbrück

Wieczorem 24 kwietnia przyjechał do Ravensbrück konwój dowodzony przez porucznika Gösta Hallqvista i zabrał 706 kobiet różnych narodowości bezpośrednio do Danii. Po nocy spędzonej w lesie podzielono konwój na dwie grupy. Grupa Hallqvista, która obrała drogę przez Schwerin, została zaatakowana przez nisko lecący myśliwiec aliancki. Dane o liczbie zabitych i rannych różnią się od siebie. Kierowca Ringman zginął na miejscu, a porucznik Hallqvist został ciężko ranny. Zginęło również wiele kobiet, a ponad 50 zostało rannych. Druga grupa obrała drogę wokół Wismaru. Również ta grupa została ostrzelana i wiele więźniarek zostało zabitych i rannych. Grupa Hallqvista dowodzona teraz przez porucznika Löthmana ponownie została ostrzelana w okolicy Plön, gdzie zginęło ponad 10 kobiet, a ponad 20 zostało rannych. Tego samego dnia duńska kolumna ambulansów pod dowództwem inżyniera Pontoppidiana Sörensena wywiozła z Ravensbrück 114 kobiet. Dzień później Åke Svenson powrócił do Ravensbrück po raz ostatni. Warunki dojazdu były trudne i kolumna została po drodze ostrzelana. W 20 autobusach wywieziono z obozu 934 osoby, głównie polskie Żydówki i ponad 50 dzieci. W drodze z Ravensbrück widzieli w rowie ostrzelane dwa samochody ze znakiem czerwonego krzyża. Były to pojazdy grupy Hallqvista.
Po przyjeździe grupy Svensona białe autobusy w znacznej mierze wypełniły swoją misję w Niemczech. Front zbliżał się szybko i stało się jasne, że niemożliwa jest ewakuacja całego obozu tylko przy użyciu dostępnego sprzętu. Dlatego rozpoczęto negocjacje z zarządem niemieckich kolei. Z pomocą komendanta obozu kapitana Fritza Suhrena otrzymano do dyspozycji pociąg towarowy dla 4 tys. osób. 25 kwietnia pociąg wypełniony więźniarkami wyjechał z Ravensbrück do Lubeki, gdzie spodziewano się go następnego dnia, jednak na miejsce dotarł dopiero w nocy 29 kwietnia i został od razu skierowany do stacji Padborg, skąd 3960 kobiet zostało przetransportowanych do Szwecji.
Kilka dni później – 2 maja – niespodziewanie przyjechał na stację kolejny pociąg z 2873 kobietami. Okazało się, że komendant więzienia dla kobiet w Hamburgu z własnej woli wysłał kobiety więzione w obozach wokół miasta.

## Zakończenie akcji
W ostatnim etapie misji zadania oddziału podzielono na dwa rodzaje działalności. Jedna część oddziału otrzymała zadanie przetransportowania Skandynawów z obozów Frøslev i Horsens do Szwecji. Pozostali, mający swoją bazę w Lubece, mieli zadbać o dostawy zapasów żywności i paliwa. 1 maja ok. 9.00 pierwszy oddział Szwedzkiego Czerwonego Krzyża wjechał do Kopenhagi witany przez wiwatujące na ulicach tłumy, wymachujące flagami i rzucające kwiaty. Wielu byłych więźniów zostało przewiezionych do Ramlösa Brunn koło Helsingborgu. Inni, przede wszystkim ci, którzy byli całkiem zdrowi, zostali przewiezieni koleją do nowo utworzonych dla nich ośrodków w Smalandii.
W maju 1945 alianci za pośrednictwem Administracji Narodów Zjednoczonych do spraw Pomocy i Odbudowy zwrócili się do szwedzkiego rządu z pytaniem, czy Szwedzi zechcieliby przyjąć, dać opiekę i dach nad głową jeszcze pewnej liczbie byłych więźniów niemieckich obozów zagłady. Szwedzi wyrazili zgodę na przyjęcie 10 tys. osób. Transporty miały się odbywać przez Lubekę, jedyne niemieckie miasto, które miało niezniszczony port. Zarząd obrony cywilnej we współpracy ze Szwedzkim Czerwonym Krzyżem przeprowadził rekrutację personelu ochotniczego i 19 czerwca oddział wyjechał do Lubeki. Praca w Lubece trwała od 25 czerwca do 25 lipca 1945. W tym czasie przewieziono do Szwecji 9273 byłych więźniów niemieckich obozów zagłady.

## Rozbieżności dotyczące liczby uratowanych
Ze względu na braki i nieścisłości w dokumentach dokładna liczba osób uratowanych dzięki akcji Szwedzkiego Czerwonego Krzyża nie jest możliwa do ustalenia. Powstało wiele publikacji na ten temat, jednak dane w nich zawarte znacznie się od siebie różnią. Nationalencyklopedin w latach 90. XX w. podała liczbę 30 tys. W innych źródłach liczba uratowanych ograniczała się do 19 tys. Różnice wynikają przede wszystkim z odmiennego sposobu liczenia uratowanych osób. Niektórzy brali pod uwagę wszystkie transporty, również te, które nie były wynikiem negocjacji hrabiego Bernadotte, np. pociąg, który dotarł do Padeborga 2 maja. Natomiast obliczenia Szwedzkiego Czerwonego Krzyża, wskazujące, że z obozów koncentracyjnych wywieziono ponad 15 tys. osób, z czego ponad połowa pochodziła ze Skandynawii (ok. 7,8 tys.), uwzględniały jedynie transporty będące efektem działań tej organizacji. Skorygowano również niektóre podwójne wyliczenia dotyczące sytuacji, gdy w wyniku ostrzelania transport w trakcie wypełnienia misji zmienił dowódcę, a zarazem i nazwę. Głównym czynnikiem uniemożliwiającym dokładne wyliczenia jest bardzo skąpa dokumentacja z ostatnich dni wojny. Nawet jeżeli prawdziwe liczby uratowanych są o połowę niższe od podawanych w Nationalencyklopedin, faktem pozostaje, że misja białych autobusów była największą akcją humanitarną w czasie II wojny światowej.